# Rajoleria de Can Torrent
La Rajoleria de Can Torrent és una obra del municipi de Tordera (Maresme) inclosa en l'Inventari del Patrimoni Arquitectònic de Catalunya.

## Descripció
La rajoleria, amb tres boques d'entrada i uns 35 metres de llarg, està ubicada darrere la casa de Can Torrent (cal entrar a la finca). Es va deixar de fer servir a finals dels anys 50, per passar a ser un estable per a vaques. Ara també han cessat l'activitat i es troba totalment abandonada i en estat de semi-ruïna. La xemeneia queda emboscada a uns 25-30m en direcció nord des de la construcció principal de la rajoleria. Constava de dos pisos: a l'inferior s'hi introduïen els rajols, i al superior la llenya. Encara queden rajols acumulats a l'entrada de la finca.